# Бертимон, Шарлюс
Шарлюс Мишель Бертимон (фр. Charlus Michel Bertimon; род. 1 января 1957, Pointe-Noire) — французский легкоатлет, специалист по метанию копья. Выступал на профессиональном уровне в 1980-х и 1990-х годах, серебряный и бронзовый призёр Средиземноморских игр, чемпион Франции, бывший рекордсмен страны, участник летних Олимпийских игр в Сеуле.

## Биография
Шарлюс Бертимон родился 1 января 1957 года в коммуне Пуэнт-Нуар, Гваделупа. Занимался лёгкой атлетикой в муниципалитете Монтрёй, проходил подготовку в местном одноимённом клубе CA Montreuil.
Первого серьёзного успеха на международном уровне добился в сезоне 1983 года, когда вошёл в состав французской сборной и выступил на Средиземноморских играх в Касабланке, где в зачёте метания копья выиграл серебряную медаль. На домашних соревнованиях в Кретее установил рекорд Франции в данной дисциплине, метнув копьё на 86 метров ровно.
В 1985 году ещё дважды улучшил национальный рекорд с копьём старого образца, доведя его до 88,52 метра.
В 1986 году одержал победу на чемпионате Франции в Экс-ле-Бен, метал копьё на чемпионате Европы в Штутгарте — с результатом 75,82 в финал не вышел. Позднее также стал четвёртым на международном турнире Атлетиссима в Лозанне, тогда как на домашних соревнованиях в Саррбуре установил первый рекорд Франции с копьём нового образца — 80,76 метра.
Благодаря череде успешных выступлений в 1988 году удостоился права защищать честь страны на летних Олимпийских играх в Сеуле — в программе метания копья показал результат 70,84 метра, чего оказалось недостаточно для выхода в финал.
В 1991 году отметился выступлением на Средиземноморских играх в Афинах, став бронзовым призёром в метании копья.
В 1994 году завоевал серебряную награду на домашних Франкофонских играх в Бондуфле.
Его старшая сестра Леон Бертимон — тоже легкоатлетка, добилась больших успехов в толкании ядра.